# Куна, Штефан
Штефан Куна (словац. Štefan Kuna; 29 июля 1908, Бошаца — 3 ноября 1944, Похронски-Буковец) — словацкий жандарм, партизан Второй мировой войны.

## Биография
Родился 29 июля 1908 года в Бошаце (Тренчинский край Словакии). Родители: Ян Куна и Анна Кунова (Кашшовицова). Служил в чехословацкой жандармерии (чехословацкие четники), работал с 1939 года в жандармерии Первой Словацкой республики. В 1944 году примкнул к партизанскому движению и вывел в безопасное место несколько лично арестованных им партизан, однако при этом чуть не попался с поличным немцам. Во время Словацкого национального восстания работал офицером связи при Главном штабе партизан. Участвовал в боях на линии Врутки — Мартин — Банска-Бистрица.
3 ноября 1944 года с партизанами Б. Жингором и О. Врбом был арестован полицией в Похронском-Буковце и казнён в тот же день за предательство. Похоронен в Банске-Бистрице. Посмертно награждён в 1945 году Чехословацким военным крестом 1939 года и Орденом Словацкого национального восстания 1 степени.